# Serie A2 2007-2008 (calcio femminile)
La Serie A2 2007-2008 è stata la sesta edizione della Serie A2, la seconda serie del campionato italiano femminile di calcio. Il Venezia 1984 e la Roma hanno vinto i rispettivi gironi e sono stati promossi in Serie A.

## Stagione

### Novità
Dalla Serie A2 2006-2007 sono state promosse in Serie A la Riozzese e il Trento, mentre dalla Serie A 2006-2007 sono stati retrocessi in Serie A2 Vigor Senigallia (iscritto poi ai campionati regionali) e Porto Mantovano. Inoltre, a seguito dello scioglimento dell'Agliana, il Chiasiellis è stato ripescato in Serie A.

Dalla Serie B 2006-2007 sono state promosse in Serie A2 Brescia, Graphistudio Campagna, Cervia, Vis Francavilla Fontana e Roma, che prendono il posto delle retrocesse Alessandria, Sport Napoli, Rovezzano 90, Barcon e Villacidro Villgomme.
L'Aurora Bergamo e il Mozzanica si sono fuse, dando vita alla A.S.D. Mozzanica. Il VeneziaJesolo ha cambiato denominazione in A.C.F. Venezia 1984, mentre il Romagna ha cambiato denominazione in A.S.D. Packcenter Imola. A completamento organico il Ludos Palermo è stato riammesso in Serie A2 e dalla Serie B sono stati ripescati E.D.P. Jesina e Domoconfort Lecce.

### Formula
Le 24 squadre partecipanti sono state divise in due gironi da 12 squadre ciascuno. Nei due gironi le squadre si affrontano in un girone all'italiana con partite di andata e ritorno per un totale di 22 giornate. La prima classificata di ciascun girone è promossa in Serie A. Le ultime due squadre di ognuno dei due gironi, più una quinta risultante da uno spareggio tra le terzultime, sono retrocesse in Serie B.

## Girone A

### Squadre partecipanti
| Club                           | Città           | Stagione 2006-2007     |
| ------------------------------ | --------------- | ---------------------- |
| Atletico Oristano C.F.         | Oristano        | 7º posto in Serie A2/B |
| A.C.F. Brescia Femminile       | Brescia         | 1º posto in Serie B/A  |
| F.C.F. Como 2000               | Como            | 4º posto in Serie A2/A |
| A.C.F.D. Graphistudio Campagna | Maniago         | 1º posto in Serie B/B  |
| A.S.D. Mozzanica               | Mozzanica       | 8º posto in Serie A2/A |
| S.S. Olbia C.F.                | Olbia           | 8º posto in Serie A2/B |
| Pisa C.F.                      | Pisa            | 7º posto in Serie A2/A |
| A.C.F. Porto Mantovano         | Porto Mantovano | 12º posto in Serie A   |
| U.S. Sampierdarenese           | Serra Riccò     | 3º posto in Serie A2/A |
| F.C.F. Tradate Abbiate         | Tradate         | 2º posto in Serie A2/A |
| A.C.F. Venezia 1984            | Venezia         | 6º posto in Serie A2/B |
| C.F. Villaputzu                | Villaputzu      | 5º posto in Serie A2/B |

### Classifica finale
|  | Pos. | Squadra           | Pt | G  | V  | N  | P  | GF | GS | DR  |
|  | ---- | ----------------- | -- | -- | -- | -- | -- | -- | -- | --- |
|  | 1.   | Venezia 1984      | 43 | 20 | 13 | 4  | 3  | 51 | 23 | +28 |
|  | 2.   | Mozzanica         | 42 | 20 | 13 | 3  | 4  | 52 | 27 | +25 |
|  | 3.   | Brescia           | 34 | 20 | 10 | 4  | 6  | 37 | 26 | +11 |
|  | 4.   | Sampierdarenese   | 33 | 20 | 10 | 3  | 7  | 33 | 24 | +9  |
|  | 5.   | Pisa              | 25 | 20 | 6  | 7  | 7  | 38 | 37 | +1  |
|  | 6.   | Como 2000         | 25 | 20 | 7  | 4  | 9  | 25 | 24 | +1  |
|  | 7.   | Atletico Oristano | 24 | 20 | 8  | 0  | 12 | 30 | 48 | -18 |
|  | 8.   | Tradate Abbiate   | 23 | 20 | 6  | 6  | 8  | 24 | 30 | -6  |
|  | 9.   | Olbia             | 20 | 20 | 5  | 5  | 10 | 24 | 35 | -11 |
|  | 10.  | Villaputzu        | 19 | 20 | 5  | 5  | 10 | 24 | 44 | -20 |
|  | 11.  | Graph. Campagna   | 18 | 20 | 5  | 3  | 12 | 25 | 45 | -20 |
|  | ---  | Porto Mantovano   | -- | -- | -- | -- | -- | -- | -- | --  |

Legenda:
      Promosse in Serie A 2008-2009
 Ammessa allo spareggio retrocessione
      Retrocesse in Serie B 2008-2009
      Escluso dal campionato
Note:
Tre punti a vittoria, uno a pareggio, zero a sconfitta.
Il Porto Mantovano è stato escluso dal campionato dopo la terza rinuncia.

## Girone B

### Squadre partecipanti
| Club                           | Città               | Stagione 2006-2007      |
| ------------------------------ | ------------------- | ----------------------- |
| Acmei Bari C.F.                | Bari                | 9º posto in Serie A2/B  |
| A.C.F.D. Aquile Palermo        | Palermo             | 9º posto in Serie A2/A  |
| A.C.F.D. Dinamo Ravenna        | Ravenna             | 3º posto in Serie A2/B  |
| A.S.D. Domoconfort Lecce       | Lecce               | 2º posto in Serie B/D   |
| A.P.D. E.D.P. Jesina           | Jesi                | 2º posto in Serie B/C   |
| A.F.D. Grifo Perugia           | Perugia             | 5º posto in Serie A2/A  |
| A.S.D. Ludos                   | Palermo             | 11º posto in Serie A2/A |
| A.S.D. Packcenter Imola        | Imola               | 4º posto in Serie A2/B  |
| G.S. Roma C.F.                 | Roma                | 1º posto in Serie B/E   |
| A.S.D. Terme Cervia C.F.       | Cervia              | 1º posto in Serie B/C   |
| A.S.D. Upea Orlandia 97        | Capo d'Orlando      | 6º posto in Serie A2/A  |
| A.S.D. Vis Francavilla Fontana | Francavilla Fontana | 1º posto in Serie B/D   |

### Classifica finale
|  | Pos. | Squadra            | Pt | G  | V  | N | P  | GF | GS | DR  |
|  | ---- | ------------------ | -- | -- | -- | - | -- | -- | -- | --- |
|  | 1.   | Roma CF            | 53 | 22 | 16 | 5 | 1  | 61 | 18 | +43 |
|  | 2.   | Dinamo Ravenna     | 42 | 22 | 11 | 9 | 2  | 46 | 17 | +29 |
|  | 3.   | Vis Francavilla F. | 39 | 22 | 12 | 3 | 7  | 57 | 40 | +17 |
|  | 4.   | Terme Cervia       | 38 | 22 | 11 | 5 | 6  | 41 | 35 | +6  |
|  | 5.   | Acmei Bari         | 37 | 22 | 11 | 4 | 7  | 50 | 34 | +16 |
|  | 6.   | E.D.P. Jesina      | 35 | 22 | 9  | 8 | 5  | 38 | 28 | +10 |
|  | 7.   | Upea Orlandia 97   | 25 | 22 | 6  | 7 | 9  | 30 | 42 | -12 |
|  | 8.   | Grifo Perugia      | 23 | 22 | 5  | 8 | 9  | 31 | 48 | -17 |
|  | 9.   | Aquile Palermo     | 22 | 22 | 6  | 4 | 12 | 16 | 35 | -19 |
|  | 10.  | Ludos Palermo      | 19 | 22 | 5  | 4 | 13 | 23 | 49 | -26 |
|  | 11.  | Packcenter Imola   | 17 | 22 | 4  | 5 | 13 | 26 | 47 | -21 |
|  | 12.  | Domoconfort Lecce  | 13 | 22 | 3  | 4 | 15 | 19 | 45 | -26 |

Legenda:
      Promosse in Serie A 2008-2009
 Ammessa allo spareggio retrocessione
      Retrocesse in Serie B 2008-2009
Note:
Tre punti a vittoria, uno a pareggio, zero a sconfitta.

## Spareggio retrocessione
Lo spareggio retrocessione si è disputato tra le decime classificate dei due gironi: la vincente resta in Serie A2, la perdente retrocede in Serie B.
|               | Risultati |               | Luogo e data                      |  |
| ------------- | --------- | ------------- | --------------------------------- |  |
| Villaputzu    | 2 - 3     | Ludos Palermo | Quartu Sant'Elena, 25 aprile 2008 |  |
| Ludos Palermo | n.d.      | Villaputzu    | Palermo, 11 maggio 2008           |  |